# Ceratocystis fagacearum
Ceratocystis fagacearum är en svampart som först beskrevs av Bretz, och fick sitt nu gällande namn av J. Hunt 1956. Ceratocystis fagacearum ingår i släktet Ceratocystis och familjen Ceratocystidaceae.   Inga underarter finns listade i Catalogue of Life.

## Källor

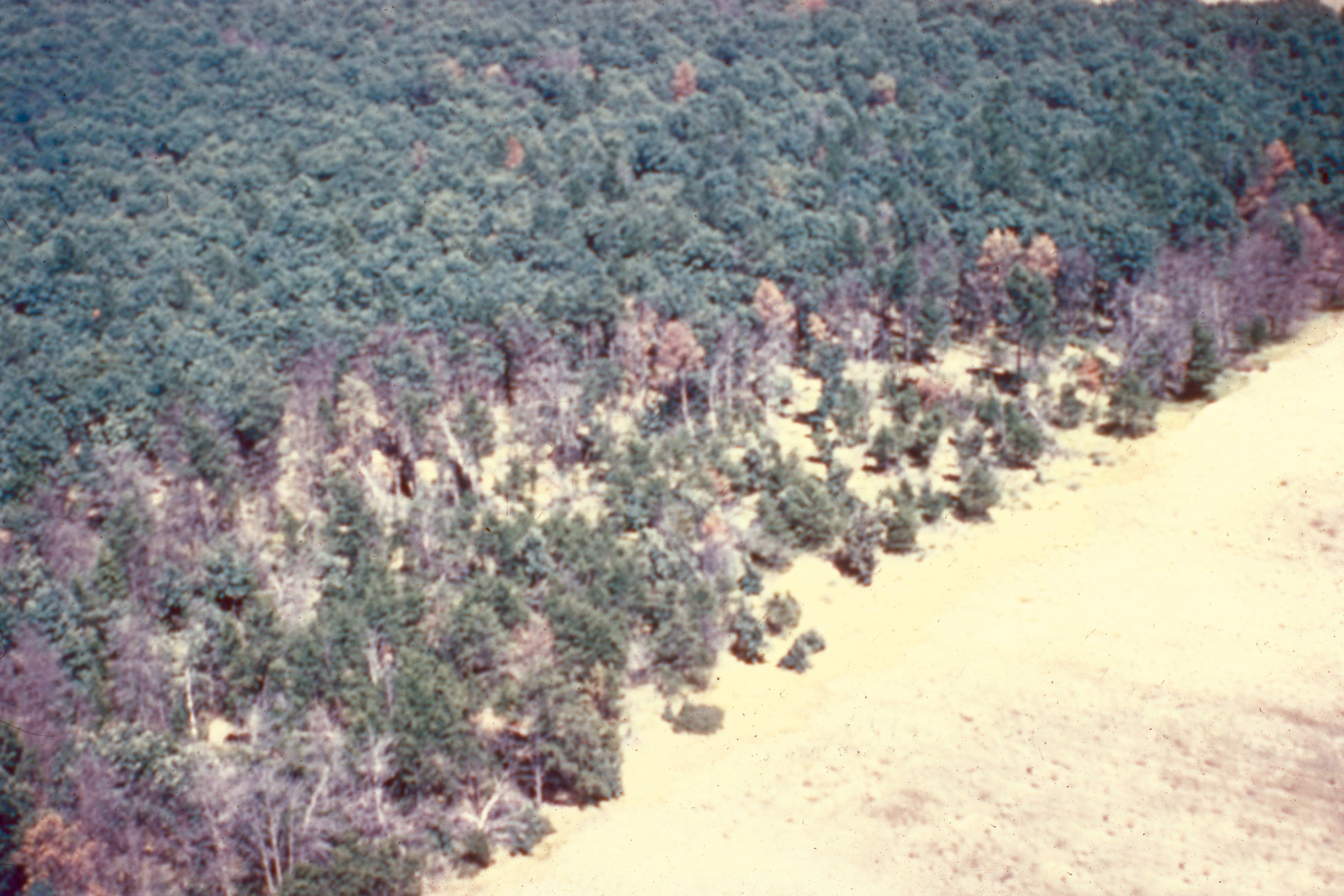
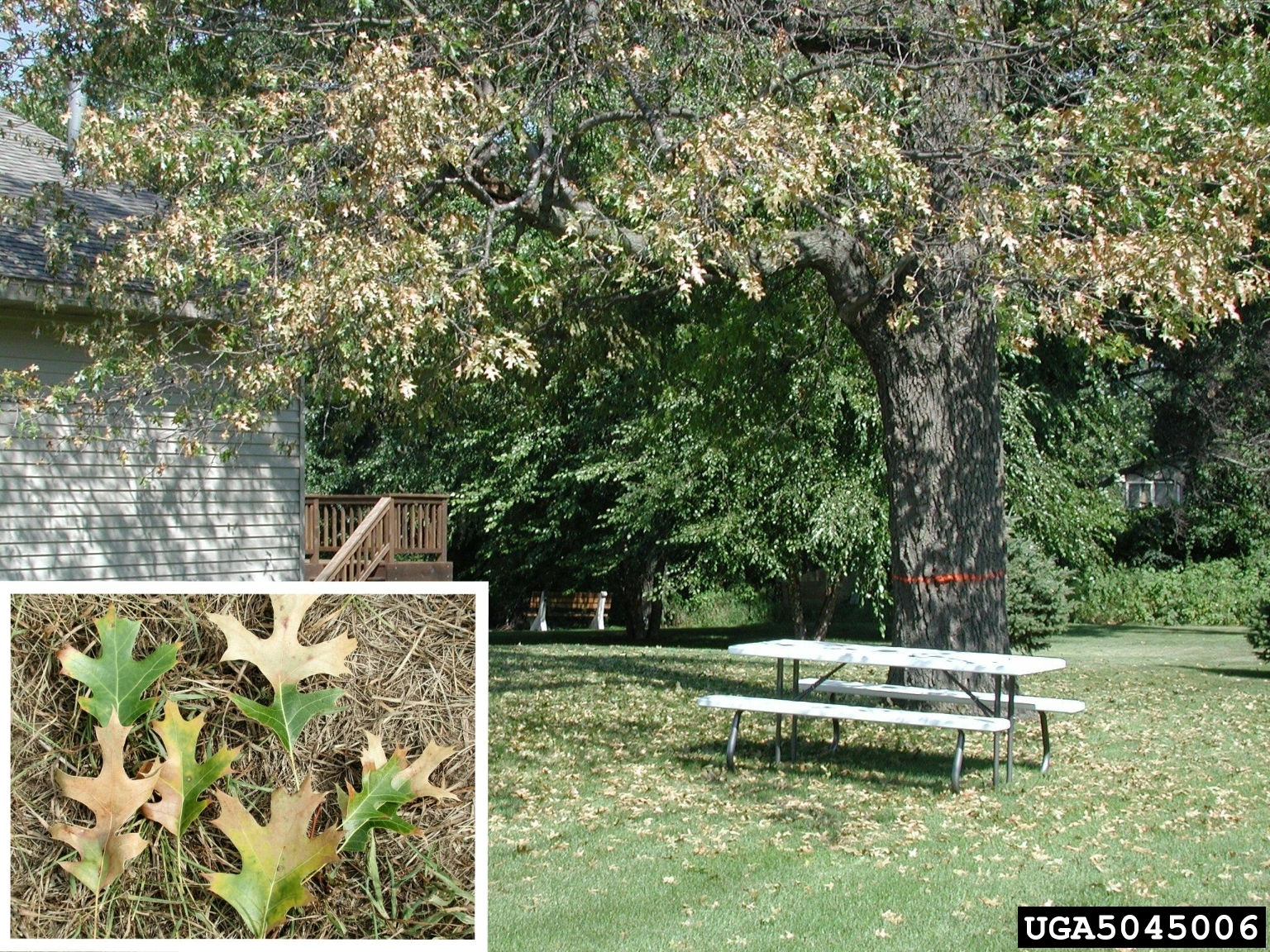
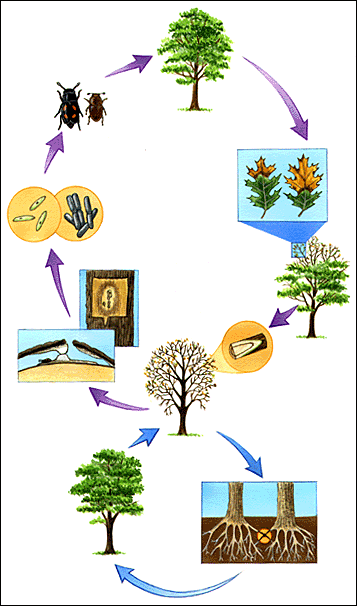
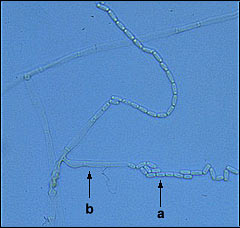
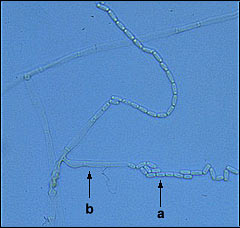
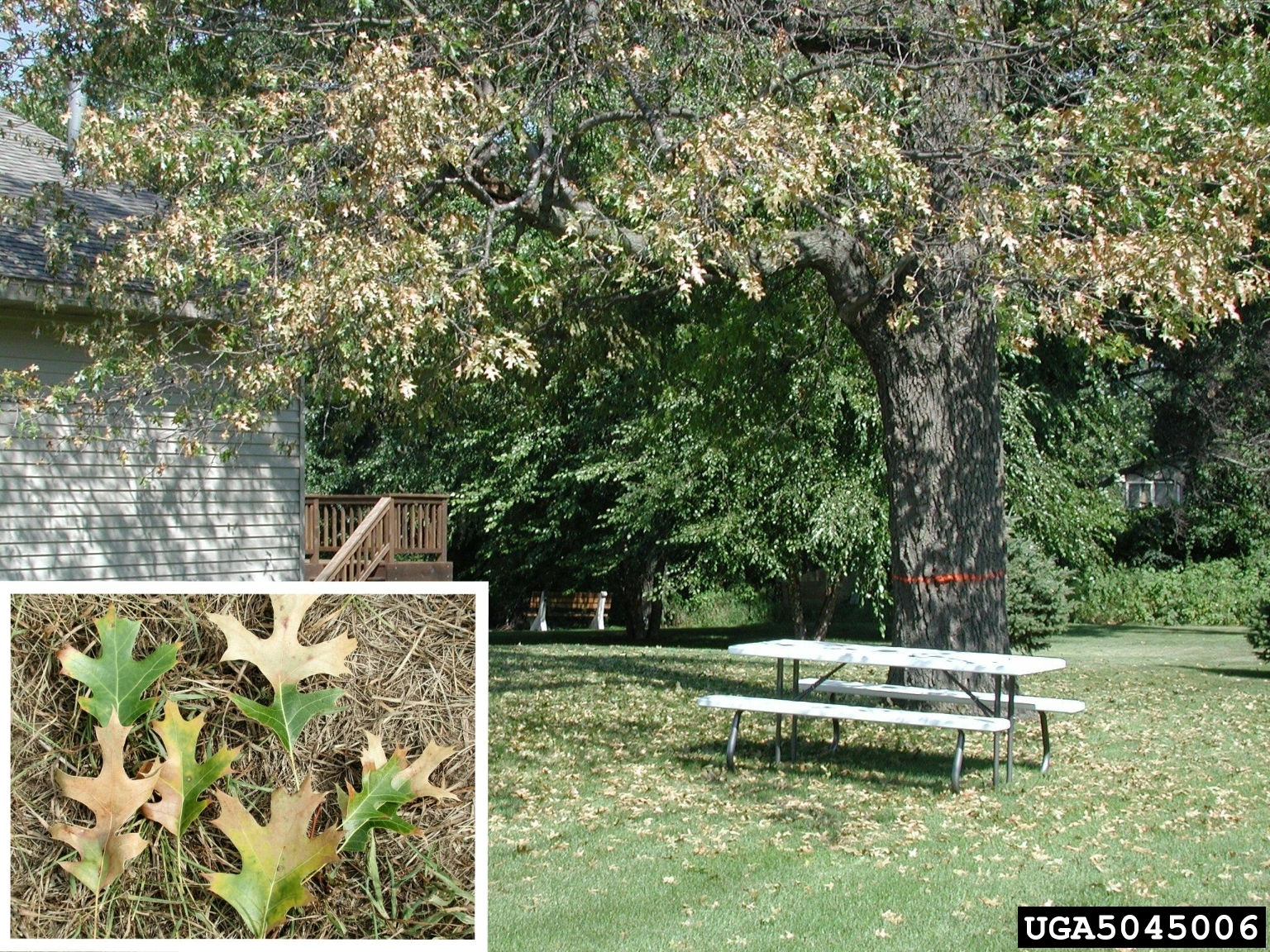
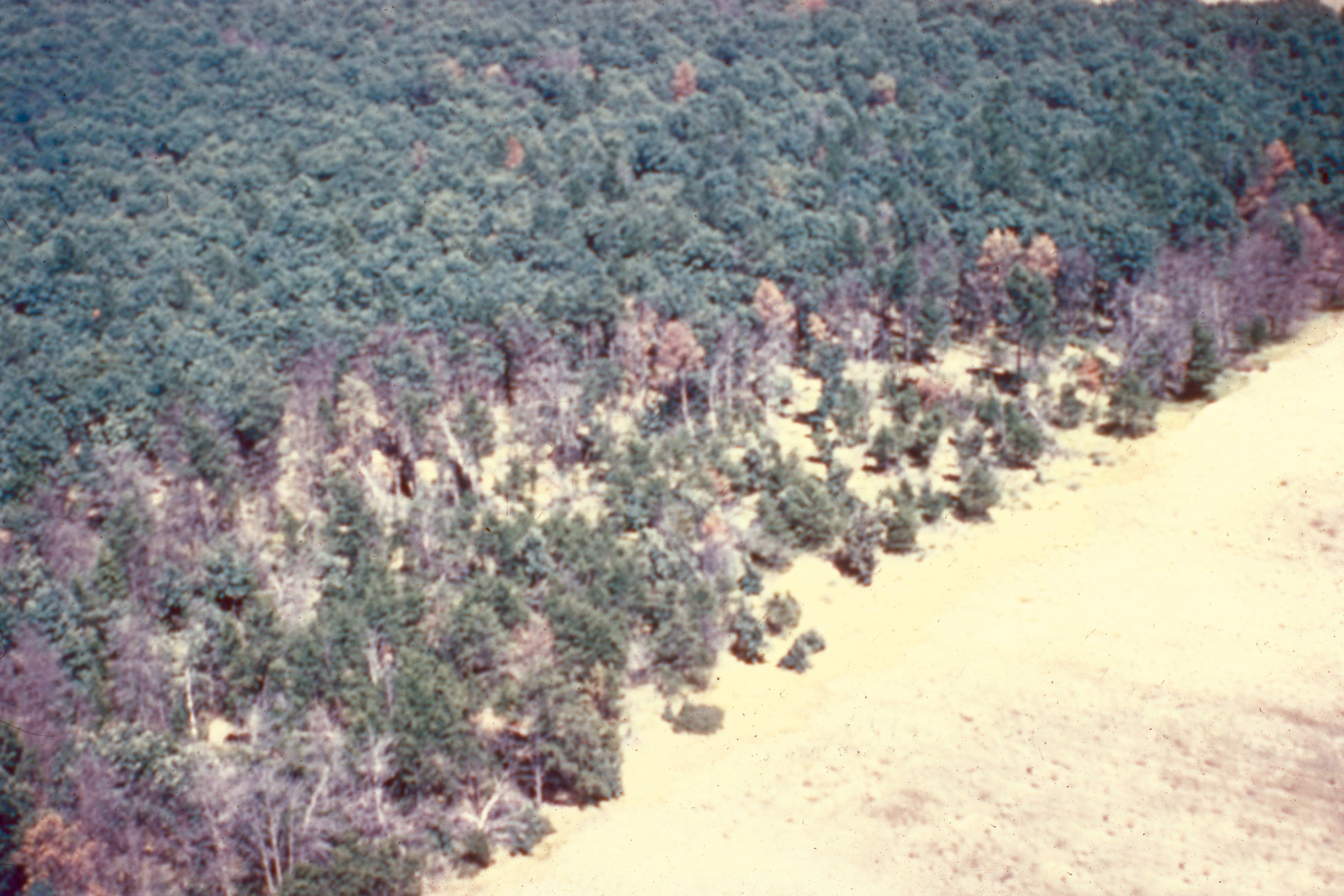